# José Gregorio Vargas
José Gregorio Vargas (Ocumare del Tuy, Venezuela, 23 de enero de 1982) es un jugador de baloncesto venezolano que pertenece a la plantilla de Guaros de Lara de la SPB. Con 1,96 metros de estatura, juega en la posición de alero. 

## Trayectoria profesional
“Grillito” empezó su carrera deportiva desde los siete años con un bate y un guante, gracias a que su papá era fanático del juego de la lomita. Ajustando los diez años y por consejo de un primo se inició en el básquet, compartiendo así los dos deportes por varios años, hasta que se presentó la encrucijada. Panteras de Miranda tenía listo su contrato, y por su parte, Medias Blancas de Chicago también estaba esperando a que Grillito estampara la firma. Sin embargo, el jugador mirandino se decidió por el balón naranja y firmó con Panteras de Miranda.
José Vargas tuvo la gran oportunidad de estudiar en Estados Unidos, con la colaboración de Sam Sheppard y así obtener un valioso aporte para su carrera como deportista. Vargas regresó a Venezuela para formar parte del roster de Bravos de Portuguesa, que más tarde se convirtió en Guaros de Lara y durante cuatro años, (desde 2005), visto la camiseta de Trotamundos de Carabobo. Luego jugó en varios equipos venezolanos y mexicanos. Para la temporada 2016-17 firma por La Unión de Formosa de la Liga Nacional de Básquet de Argentina.

### Demanda a Marinos de Anzoátegui
Vargas denunció que Marinos de Anzoátegui le adeuda el 80% de la totalidad de la temporada 2015 de la LPB, hecho que también ocurrió en la temporada 2014-15, cuando se presentaron varias irregularidades con pagos a destiempo.

## Selección nacional
Vargas participó con la selección nacional de baloncesto de Venezuela en el Campeonato FIBA Américas de 2015 en la Ciudad de México, México. En el torneo, Vargas y la selección venezolana se proclamaron campeones de la competición por primera vez en la historia. En el mismo promedio 8.5 puntos, 1.8 asistencias, 2.5 rebotes y 0.8 robos.

## Vida privada
Actualmente está casado con su esposa Adaleinys Fontalvo. y tiene dos hijos, José Gregorio y Yugrexy Andreína. Además es hermano mayor, de Gregory Vargas.

## Palmarés

### Campeonatos Nacionales de Clubes
- Campeón LPB Venezuela 2006, 2012, 2014, 2015, 2017 y 2018.[8]

### Campeonatos internacionales de Clubes
- Liga Sudamericana de Clubes (1): 2017.

## Participaciones en Juegos Olímpicos
- Río de Janeiro 2016 11º.